# Луис Оргас Йолди
Луис Оргас Йолди (на испански: Luis Orgaz Yoldi) е испански генерал от националистите по времето на Гражданската война в Испания. 
По-късно той става критик на режима на Франсиско Франко и агитира за възстановяването на монархията.

## Биография
От най-ранна възраст Оргас е твърд защитник на монархизма. В резултат на това е в подозрение по време на управлението на Мануел Асаня, което води до поставяне на Оргас под домашен арест и след това заточение на Канарските острови през 1931 г. Подозренията обаче не са безпочвени, тъй като подобно на много водещи монархисти в Испания по това време, Оргас е замесен в редица заговори. Близък до генерал Емилио Мола, Оргас е един от няколкото водещи офицери, които се присъединяват към генерала в заговор срещу правителството на Народния фронт в началото на 1936 г.

### Гражданска война
След избухването на Гражданската война е назначен да командва националистическите сили на Канарските острови. По време на ранните етапи на Гражданската война е една от първите водещи фигури, които повтарят призивите на Алфредо Кинделан за един лидер на националистите. Той също така бързо изразява подкрепата си за Франсиско Франко за ролята.
През декември 1936 г. Оргас е преместен да командва Централния фронт, въпреки че ранният опит за атака на републиканските позиции е неуспешен, поради значителното числено предимство на което се радват Интернационалните бригади в района. Подновена офанзива по същата линия през януари 1937 г. води до задънена улица. Оргас поема официалното командване в битката при Харама, въпреки че в действителност заповедите за продължаване на натиска, което води до големи загуби на животи и за двете страни, идват директно от Франко. Тъй като италианците силно критикуват командването при Харама, Франко се опитва да ги успокои, като освобождава Оргас от командването му.

### Монархически заговор
Когато Франко поема контрола, той назначава Оргас за върховен комисар (Alto Comisario) и главнокомандващ в Испанско Мароко. Въпреки това двамата не се разбират и до 1941 г. Оргас открито обсъжда възможността за военни действия срещу Франко, след като осъзнава, че той няма намерение да възстанови монархията. До март 1942 г. се разпространяват слухове, че той, Кинделан и генерал Еухенио Еспиноса де лос Монтерос са на ръба да предприемат монархически преврат. Събитията стигат толкова далеч, че през август 1943 г. той намеква на Педро Сайнц Родригес, че е готов да поведе 100 000 души в открит бунт, стига фракцията около Инфанте Хуан, граф на Барселона, която Сайнц води, да осигури признаване от Съюзниците.
Несигурен колко голяма подкрепа има, Оргас се отказва от плановете си за преврат и вместо това поема инициативата в армейска петиция до Франко, призоваваща за възстановяване, представена на 13 септември 1943 г. от генерал Хосе Енрике Варела. Промяната на позицията му също е силно повлияна от това, че Франко му посочва, че има досие с подробности за редица корупционни сделки, сключени от Оргас в Северна Африка, разкрития, които потенциално биха могли да съсипят генерала.

### Последни години
Оргас е повишен в позицията началник на Върховното командване на отбраната, т.е. началник на щаба на испанските въоръжени сили, веднага след Втората световна война, когато Франко прави редица назначения, предназначени да върнат потенциални врагове в пътя. Въпреки това успява да остане на поста по-малко от година преди смъртта си в началото на 1946 г. Неговият внук, Луис Хавиер Бенавидес, става трудов адвокат и член на нелегалната Комунистическа партия на Испания и е една от жертвите на клането в Аточа през 1977 г.